# Mori Yoshitoshi
Mori Yoshitoshi (japanisch 森 義利; * 31. Oktober 1898 in Tokio; † 29. Mai 1992) war ein japanischer Künstler, der vor allem für seine Schablonen-Drucke bekannt ist.

## Leben und Werk
Mori wurde von seiner Tante aufgezogen, die Lehrerin für Nagauta war, also für erzählende Gesänge der Kabuki-Dramen. Er lebte fast sein ganzes Leben im Ortsteil Nihonbashi oder anderen Ortsteilen des zentralen Tokios. Das Straßenleben wurde so eins seiner Bildthemen. Als Jugendlicher musste er, aus einer armen Familie stammend, arbeiten, interessierte sich aber schon früh für Kunst, insbesondere für Ukiyo-e. Seinen ersten Unterricht erhielt Mori von dem Shinhanga-Künstler Yamakawa Shūhō (1898–1944). Von Shūhōs Vater, der als Textil-Gestalter tätig war, lernte er Design und auch die Technik des Stofffärbens. 1918 wurde er eingezogen und kam als Soldat nach Korea, wo er bis 1920 blieb.
Nach seiner Rückkehr aus Korea bildete sich Mori weiter und kam mit vielen Künstlern zusammen. Ab 1925 war er als Textilgestalter und -färber tätig. Ab 1938 lud ihn der Volkskundler Yanagi Muneyoshi ein, im gerade eröffneten Museum für Volkskunst Vorträge zu halten. 1940 traf er zum ersten Mal mit Serizawa Keisuke, Munakata Shikō und Sasajima Kihei zusammen. Während des Pazifikkriegs studierte er zusammen mit Serizawa in Okinawa das dortige Textildesign und Färbetechnik.
Nach dem Krieg wurde Mori mit Ausstellungen seiner Textilien als Kunstwerke in Japan zunehmend bekannt. Ab 1951 experimentierte er mit Schablonendrucken und wurde, gefördert von Yanagi, ab 1957 auch im Ausland bekannt. Er zeigte regelmäßig Bilder auf der Ausstellung der „Japan Print Academy“ (日本版画院, Nippon Hanga-in) und fühlte sich zunehmend als Farbdruck-Künstler, was ihn von Serisawa entfernte, der an seiner Rolle als Textilgestalter festhielt. James A. Michener nahm ein Blatt von Mori auf in seinen Bildband The Modern Japanese Print, was dessen Bekanntheitsgrad weiter steigerte. Immer etwas eigenwillig distanzierte Mori sich zwischen 1965 und 1985 von allen Künstler-Vereinigungen.
Reisen durch Europa im Jahr 1970 brachten ihn dazu, sich stärker mit Japans eigener Vergangenheit zu beschäftigen. So veröffentlichte er 1974 eine Mappe mit 34 Drucken zum Heike Monogatari und 1976 eine mit 49 Drucken zum Genji-Monogatari. Die Ausstellung Mori Yoshitoshi Kappa-ban 1985 in Leiden trug zu seiner weiteren Anerkennung bei. 1985 musste er sich einer Augen-Operation unterziehen, erholte sich aber gut und blieb bis zum letzten Lebensjahr künstlerisch aktiv.
Mori wurde durch seine Drucke zu einer führenden Figur der Volkskunst-Bewegung. Seine Themen waren neben Kabuki auch der volkstümliche Buddhismus, japanische Legenden und das einfache Leben.